# Giovanni Cobelli
Giovanni (de) Cobelli (n. 24 iunie 1849, Rovereto, Trentino-Tirolul de Sud, Italia – d. 22 ianuarie 1937, Rovereto, Trentino-Tirolul de Sud, Italia)  a fost un funcționar public italian și naturalist amator.
După ce a studiat în orașul său natal, Rovereto, el a mers la Viena pentru a studia istoria naturală. La întoarcerea la locul său de naștere a predat la institutul tehnic, un post pe care l-a ocupat până în 1902. A condus, din 1879 până în 1937, muzeul Rovereto. A colaborat cu fratele său Ruggero Cobelli (1838-1921), în diverse cercetări de istorie naturală, în principal în entomologie. De asemenea, a lucrat cu entomologul Bernardino Halbherr (1844-1934).